# Andrei Tarasenko
Andrei Tarasenko (en ruso: Андрей Владимирович Тарасенко, Novosibirsk, RSFS de Rusia; 11 de septiembre de 1968 – 11 de julio de 2024) fue un jugador de hockey sobre hielo ruso que jugó en la posición de ala derecha. Es el padre del también jugador de hockey sobre hielo Vladimir Tarasenko.

## Estadísticas

### Club
| 1984–85        | Sibir Novosibirsk           | USSR II        | 3   | 0  | 0   | 0   | 0   | —  | — | —  | —  | —  |
| 1985–86        | Sibir Novosibirsk           | USSR II        | 8   | 0  | 0   | 0   | 0   | —  | — | —  | —  | —  |
| 1985–86        | Mashinostroitel Novosibirsk | USSR III       |     | 3  |     |     |     |    |   |    |    |    |
| 1986–87        | Sibir Novosibirsk           | USSR II        | 33  | 4  | 5   | 9   | 4   | —  | — | —  | —  | —  |
| 1987–88        | SKA Novosibirsk             | USSR III       | 71  | 37 | 2   | 39  | 2   | —  | — | —  | —  | —  |
| 1988–89        | SKA Novosibirsk             | USSR II        | 71  | 36 | 17  | 53  | 40  | —  | — | —  | —  | —  |
| 1989–90        | Torpedo Yaroslavl           | USSR           | 46  | 12 | 4   | 16  | 14  | —  | — | —  | —  | —  |
| 1990–91        | Torpedo Yaroslavl           | USSR           | 46  | 14 | 18  | 32  | 26  | —  | — | —  | —  | —  |
| 1991–92        | Torpedo Yaroslavl           | CIS            | 7   | 2  | 5   | 7   | 2   | —  | — | —  | —  | —  |
| 1992–93        | Torpedo Yaroslavl           | IHL            | 42  | 11 | 8   | 19  | 10  | 4  | 2 | 0  | 2  | 0  |
| 1993–94        | Torpedo Yaroslavl           | IHL            | 44  | 26 | 31  | 57  | 18  | 4  | 3 | 1  | 4  | 4  |
| 1994–95        | Torpedo Yaroslavl           | IHL            | 50  | 17 | 37  | 54  | 50  | —  | — | —  | —  | —  |
| 1995–96        | Torpedo Yaroslavl           | IHL            | 52  | 14 | 27  | 41  | 16  | —  | — | —  | —  | —  |
| 1996–97        | Lada Togliatti              | RSL            | 25  | 9  | 12  | 21  | 14  | 11 | 2 | 2  | 4  | 8  |
| 1997–98        | Lada Togliatti              | RSL            | 46  | 20 | 40  | 60  | 16  | 5  | 3 | 3  | 6  | 0  |
| 1998–99        | Lada Togliatti              | RSL            | 22  | 4  | 13  | 17  | 14  | 7  | 2 | 4  | 6  | 6  |
| 1999–2000      | Lada Togliatti              | RSL            | 36  | 6  | 16  | 22  | 42  | 7  | 0 | 2  | 2  | 0  |
| 2000–01        | Lada Togliatti              | RSL            | 29  | 0  | 7   | 7   | 10  | 2  | 0 | 0  | 0  | 2  |
| 2001–02        | Sibir Novosibirsk           | RSL            | 51  | 21 | 40  | 61  | 26  | 14 | 7 | 6  | 13 | 12 |
| 2002–03        | Sibir Novosibirsk           | RSL            | 46  | 10 | 12  | 22  | 22  | —  | — | —  | —  | —  |
| 2003–04        | Sibir Novosibirsk           | RSL            | 3   | 1  | 0   | 1   | 0   | —  | — | —  | —  | —  |
| 2003–04        | Torpedo Nizhny Novgorod     | RSL            | 1   | 0  | 0   | 0   | 2   | —  | — | —  | —  | —  |
| 2003–04        | Kazakhmys Satpaev           | KAZ            | 6   | 3  | 3   | 6   | 2   | —  | — | —  | —  | —  |
| 2004–05        | Kazakhmys Satpaev           | KAZ            | 22  | 9  | 25  | 34  | 46  | —  | — | —  | —  | —  |
| 2004–05        | Kazakhmys Satpaev           | RUS II         | 50  | 23 | 33  | 56  | 44  | —  | — | —  | —  | —  |
| 2005–06        | Kazakhmys Satpaev           | KAZ            | 17  | 7  | 14  | 21  | 4   | —  | — | —  | —  | —  |
| 2005–06        | Kazakhmys Satpaev           | RUS II         | 44  | 11 | 29  | 40  | 34  | —  | — | —  | —  | —  |
| Total USSR/CIS | Total USSR/CIS              | Total USSR/CIS | 99  | 28 | 27  | 55  | 42  | —  | — | —  | —  | —  |
| Total IHL      | Total IHL                   | Total IHL      | 188 | 68 | 103 | 171 | 94  | 8  | 5 | 1  | 6  | 4  |
| Total RSL      | Total RSL                   | Total RSL      | 208 | 50 | 100 | 150 | 120 | 32 | 7 | 11 | 18 | 16 |

### Selección nacional
| Año   | Selección | Evento |    | PJ | G | A | Pts | PIM |
| ----- | --------- | ------ | -- | -- | - | - | --- | --- |
| 1994  | Rusia     | JO     | 8  | 2  | 0 | 2 | 0   |     |
| 1995  | Rusia     | CM     | 6  | 1  | 3 | 4 | 2   |     |
| Total | Total     | Total  | 14 | 3  | 3 | 6 | 2   |     |